# Resolutie 2106 Veiligheidsraad Verenigde Naties
Resolutie 2106 van de Veiligheidsraad van de Verenigde Naties werd unaniem door de VN-Veiligheidsraad aangenomen op 24 juni 2013. Deze resolutie vroeg onder meer sancties tegen daders van seksueel geweld in conflictsituaties en een einde aan de straffeloosheid die hieromtrent heerste.

## Achtergrond
Zainab Bangura, de speciale vertegenwoordiger van de secretaris-generaal inzake seksueel geweld in gewapende conflicten, zei werk te zullen maken van het uitzenden van de adviseurs op het gebied van vrouwenbescherming. Ze zei ook dat het vooral bij de landen zelf nog ontbrak aan wil om er iets aan te doen. Ze gaf Bosnië en Herzegovina als voorbeeld; waar twintig jaar na de oorlogen in Joegoslavië nog maar een paar daders veroordeeld waren.
In Oeganda bestonden dan weer amnestiewetten waaronder daders vrijuit gingen, terwijl in andere Afrikaanse landen het probleem zo grootschalig was dat het juridische systeem van die landen het nooit zou kunnen aanpakken. Ook actrice Angelina Jolie legde in haar hoedanigheid van speciaal gezant van de hoge commissaris voor de Vluchtelingen getuigenis af over haar ontmoetingen met slachtoffers van seksueel geweld.

## Inhoud

### Waarnemingen
De uitvoering van resolutie 1960 uit 2010 om seksueel geweld tijdens gewapende conflicten te voorkomen verliep moeizaam. Op de G8-top in april 2013 was een verklaring aangenomen over het onderwerp.
Het berechten van seksuele misdaden en het aanpakken van de oorzaken ervan op nationaal niveau waren cruciaal. Ook moesten de mythes dat seksueel geweld in conflicten een cultureel verschijnsel, een onvermijdelijk gevolg van oorlog of een minder ernstige misdaad is ontkracht worden. Ook seksegelijkheid en de strijd tegen alle vormen van geweld tegen vrouwen waren van groot belang op langere termijn. Seksueel geweld kan vrede en ontwikkeling na een conflict verhinderen.

### Handelingen
Seksueel geweld kan, wanneer het wordt gebruikt als oorlogstactiek, een gewapend conflict verder doen ontsporen en verlengen. Ook het het herstel van de vrede hinderen. Het voorkomen ervan was dus van groot belang, en de inbreng van vrouwen was daarbij essentieel. Seksueel geweld kan een misdaad tegen de menselijkheid zijn en geldt in oorlogstijd als een oorlogsmisdaad. De strijd tegen de heersende straffeloosheid in dit verband werd voortgezet. Ook moesten er, in overeenstemming met resolutie 1888, meer adviseurs op het gebied van vrouwenbescherming worden ingezet.
De Veiligheidsraad herhaalde zijn eis dat alle partijen die in een gewapend conflict verwikkeld waren zouden stoppen met het plegen van seksueel geweld en dat hun leiders dit duidelijk zouden verbieden en bestraffen. Verder moest seksueel geweld in wapenstilstandakkoorden worden opgenomen als een verboden handeling en moesten er gerichte sancties worden ingesteld tegen degenen die zich hieraan schuldig maakten.

## Verwante resoluties
- Resolutie 1998 Veiligheidsraad Verenigde Naties (2011)
- Resolutie 2068 Veiligheidsraad Verenigde Naties (2012)
- Resolutie 2122 Veiligheidsraad Verenigde Naties

Lijst ·  2086 ·  2087 ·  2088 ·  2089 ·  2090 ·  2091 ·  2092 ·  2093 ·  2094 ·  2095 ·  2096 ·  2097 ·  2098 ·  2099 ·  2100 ·  2101 ·  2102 ·  2103 ·  2104 ·  2105 ·  2106 ·  2107 ·  2108 ·  2109 ·  2110 ·  2111 ·  2112 ·  2113 ·  2114 ·  2115 ·  2116 ·  2117 ·  2118 ·  2119 ·  2120 ·  2121 ·  2122 ·  2123 ·  2124 ·  2125 ·  2126 ·  2127 ·  2128 ·  2129 ·  2130 ·  2131 ·  2132